# Die letzte Instanz (Film)
Die letzte Instanz ist ein deutscher Fernsehfilm von Carlo Rola aus dem Jahr 2014 mit Jan Josef Liefers in der Rolle des Berliner Anwalts Joachim Vernau. Es ist der zweite Film der Joachim-Vernau-Reihe und basiert auf dem gleichnamigen Roman von Elisabeth Herrmann. Der Film wurde am 20. Januar 2014 im ZDF als Fernsehfilm der Woche erstmals ausgestrahlt.

## Handlung
Vor dem Gerichtsgebäude wartet die Rentnerin Margarete Altenburg, die in Berlin einen Tagesausflug gemacht hat, und schießt unvermittelt auf Hans-Jörg Hellmer, einen Mann, den Rechtsanwalt Joachim Vernau gerade in einem Fall vertreten hat. Während Hellmer unverletzt die Flucht ergreift, bricht die alte Dame zusammen.
Als Zeuge des Vorfalls kümmert sich Vernau um die Frau, die ins Krankenhaus gebracht wird. Er möchte sie gern vor Gericht vertreten, da es sehr wahrscheinlich zu einer Anklage kommen wird. Die alte Dame lehnt jedoch ab und meint: „Für mich gibt es nur noch eine Instanz und vor der muss ich mich selber vertreten.“ So sehr sich Vernau auch bemüht, Margarete Altenburg will einfach keine anwaltliche Vertretung. Sie verrät auch die Motivation für ihren Angriff nicht, stattdessen engagiert sie ihn, in ihre Heimatstadt Görlitz zu fahren. Dort soll Vernau etwas für sie aus ihrer Wohnung holen. Dort angekommen, klingelt Otmar Koplin, ein Bekannter seiner Klientin, erst per Telefon und dann an der Tür. In der Hoffnung etwas von ihm über Margarete Altenburg zu erfahren, das deren Tat erklärt, geht er mit Koplin etwas trinken. Nach Koplins Erzählung ist Altenburg schon viele Jahre allein. Mann und Sohn sind tot und sie, wie auch er selbst, über die allgemeine Entwicklung seit 1990 enttäuscht. Betriebe wurden von der Treuhand abgewickelt und die Arbeiter massenhaft entlassen, was viele in den Selbstmord trieb. Nun erfährt Vernau, dass auch seine Mandantin inzwischen verstorben ist. Zurück in Berlin lässt ihm der Fall keine Ruhe. So nimmt er Kontakt mit Hans-Jörg Hellmer auf, seinem letzten Klienten. Hellmer beteuert, Margarete Altenburg nicht gekannt zu haben und sich auch nicht erklären zu können, warum die Frau auf ihn geschossen hat. Vernaus Mitarbeiterin, Marie-Luise Hoffmann, recherchiert derweil über Hellmer und findet heraus, dass es gegen ihn in der Vergangenheit ein Verfahren wegen eines Unfalls gegeben hatte, bei dem ein Kind ums Leben kam. In diesem Zusammenhang wird ersichtlich, dass damals nicht nur er freigesprochen wurde, sondern auch zahlreiche andere, die offensichtlich schuldig waren. Die zuständige Staatsanwältin war immer Salome Noack.
Am nächsten Tag wird Hellmer tot aufgefunden und Vernau ist davon überzeugt, dass da jemand nachgeholfen hat. Die Obduktion bestätigt eine Vergiftung durch Methadon. Vernau und Hoffmann recherchieren solange, bis sie eine Verbindung von Margarete Altenburg zu Hellmer finden. Altenburg hatte offensichtlich Kontakt zu Leuten gesucht, denen Unrecht geschehen war und die unter den, ihrer Meinung nach, ungerechten Freisprüchen der Staatsanwältin, zu leiden hatten. Jetzt erst fällt auf, dass fast alle der von Noack freigesprochenen Angeklagten in den letzten Wochen und Monaten zu Tode gekommen waren. Vernau erfährt nun, dass Staatsanwältin Noack aus Görlitz stammt und mit Margarete Altenburgs Sohn verlobt gewesen war. Als Noack mit einem anderen Mann Görlitz verließ, hatte sich Mike Altenburg aus Kummer erhängt. So hatte sich ein kleiner Kreis von Rächern gebildet, zu dem auch Otmar Koplin gehört und Roswitha Meissner, die Mutter des Kindes, das durch Hellmers Schuld gestorben war. Die Drei hatten untereinander ausgelost, wer wen „übernehmen“ sollte. Während Vernau Koplin daran hindern kann die Staatsanwältin zu töten, erschießt derweil Roswitha Meissner deren Lebensgefährten Rudolf Mühlmann. Seinetwegen hatte Noack Mike Altenburg verlassen und sogar Mikes ungeborenes Kind abgetrieben. Mühlmann war maßgeblich an der Liquidierung zahlreicher Treuhand-Betriebe beteiligt, die nach 1990 in Görlitz zu einer massiven Selbstmordrate geführt hatte, was Koplin, als ehemaligen Betriebsarzt eines dieser Betriebe, sehr mitgenommen hatte und bis heute nachwirkte.

## Nebenhandlung
Vernaus Mitarbeiterin, Marie-Luise Hoffmann, muss sich mit ihrem Vermieter auseinandersetzen, der nicht nur ihr, sondern allen Bewohnern des Mietshauses mit Kündigung droht. Während sie selbst juristisch dagegen vorgeht, kann Gertrud Freytag, ihre Untermieterin, damit nicht umgehen und nimmt sich aus Verzweiflung das Leben.

## Hintergrund
Die letzte Instanz wurde vom 5. Februar bis zum 8. März 2013 in Berlin, Görlitz und Norddeutschland gedreht.

## Rezeption

### Einschaltquote
Die Erstausstrahlung von Die letzte Instanz wurde in Deutschland am 20. Januar 2014 von 7,68 Millionen Zuschauern gesehen und erreichte somit einen Marktanteil von 23,1 Prozent für das ZDF.

### Kritiken
Auf tittelbach.tv urteilte Rainer Tittelbach: Gemäß der Romanvorlage befasst sich der Film mit den „zerstörenden Sünden der Treuhand“. „Die Gratwanderung zwischen ‚Aufklärung‘ und Unterhaltung, zwischen Information und Spannungsfluss ist weitgehend gelungen. Mit guten Schauspielern geht das.“ Denn obwohl eine „zentrale Szene gegen Ende des Films […] nicht so überzeugend [ist], weil von ihr die Erklärung der gesamten Vorgeschichte erfüllt werden muss.[wurde] Das ist nicht schlecht gespielt, Angelika Thomas versucht, Beiläufigkeit in ihre Sätze zu legen, auch ist es richtig, dass ein Mensch die ‚Unmenschlichkeiten‘ aus der Nachwendezeit überbringt – und doch, es sind sehr viele geballte Informationen in wenigen Minuten.“
„Spannende deutsch-deutsche Geschichte“ und ein „verzwickte[r] Fall um Schuld und Sühne und die Folgen der Nachwendejahre“, meinten die Kritiker der Fernsehzeitschrift TV Spielfilm über den Film und bewerteten diesen mit dem Daumen nach oben.
Julian Miller von quotenmeter.de beurteilte die Umsetzung des Romans als „Stückwerk“, denn „Das Problem ist, dass man hier thematisch aufhört, dass man keine ebenso scharfe und berührende Gegenstimme zu Wort kommen lässt, keinen starken Kontrapunkt in das dramaturgische Geflecht einbaut, sondern aus diesen emotional aufgeladenen Szenen, sowohl den wenigen ge- als auch den vielen missglückten, die Haltung zur Juristerei ableitet. Wenn ein plakatives ‚Nicht alles, was recht ist, ist auch gerecht‘ als thematische Leitlinie fungieren soll, hat man einiges an Potential verschenkt. Auch das engagierte Spiel von Jan Josef Liefers kann darüber nicht hinwegtäuschen.“
Bei der FAZ wertete Oliver Jungen: „Zwischen Treuhand und treudoof: In ‚Die letzte Instanz‘ tanzt Jan Josef Liefers als Rechtsanwalt Vernau am Abgrund, fällt aber nicht hinunter. Das Ganze ist mal knufflig und mal wild, mal charmant und mal auch nur betulich.“
Rupert Sommer von Prisma.de urteilte: „Basierend auf dem Roman von Elisabeth Herrmann erzählt der ZDF-Krimi (Regie: Carlo Rola) von geschichtsträchtigen Verwicklungen, die weit in die Wirren der Wendezeit zurückführen. Es ist dem Film anzusehen, dass er gerne alttestamentarische Wucht hätte und seine Zuschauer in einem herzlos kalten, grau-in-grau gehaltenen Berlin frösteln lassen möchte. Leider gelingt das – trotz starker Darsteller – nur in Teilen. Immerhin: Bei seiner Erstausstrahlung im ZDF lockte der Krimi über sieben Millionen Zuschauerinnen und Zuschauer.“